# François Clouet
François Clouet (n. 1510, Tours, Franța – d. 22 septembrie 1572, Paris, Regatul Franței), fiul lui Jean Clouet, a fost un miniaturist și pictor francez renascentist, cunoscut în special pentru portretele sale detaliate ale familiei domnitoare franceze.

## Referințe istorice

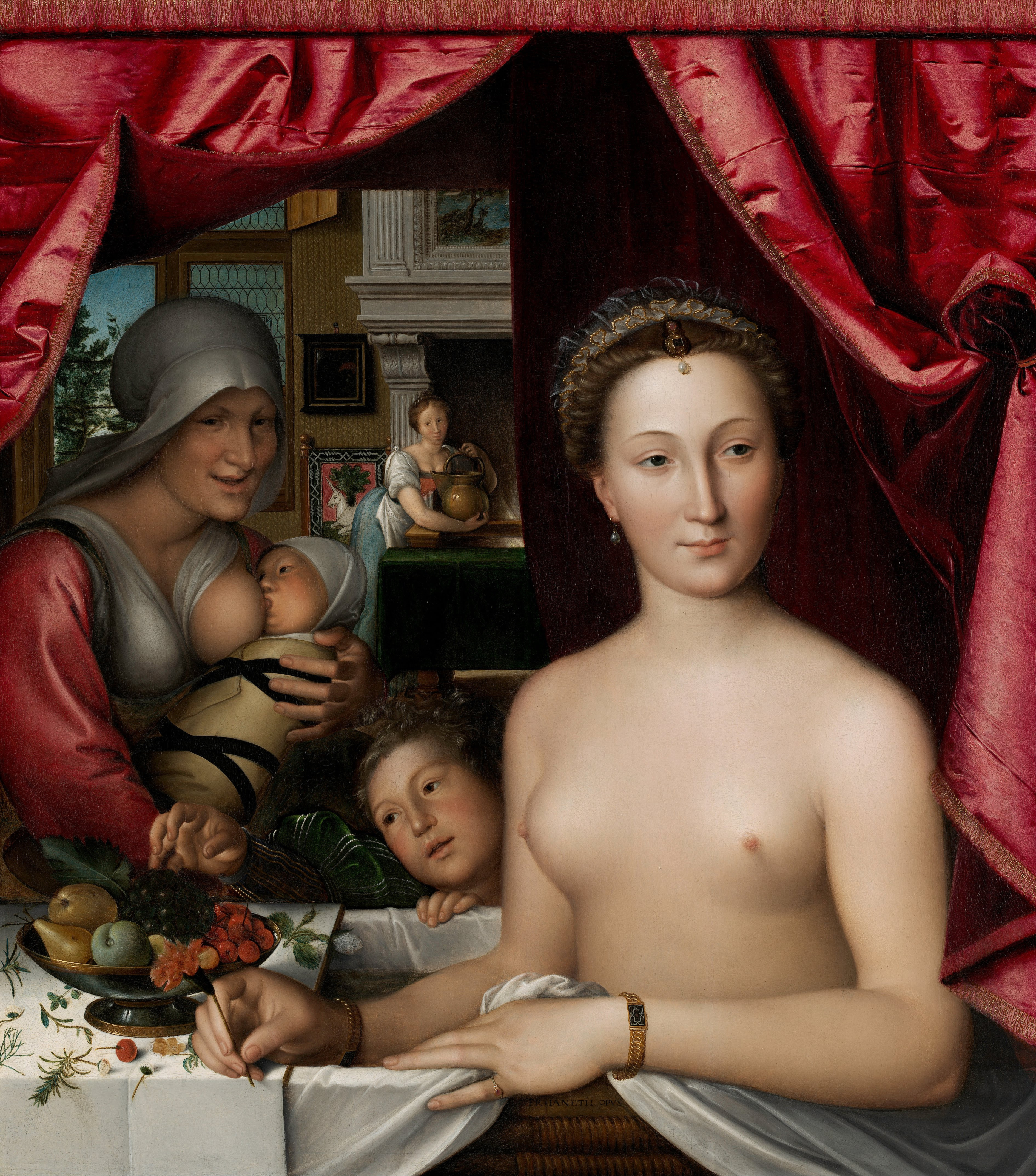
O doamnă în baia ei, probabil o înfățișează pe Diane de Poitiers sau pe Mary, regina Scoției, Galeria Națională de Artă, Washington, DC, 1571

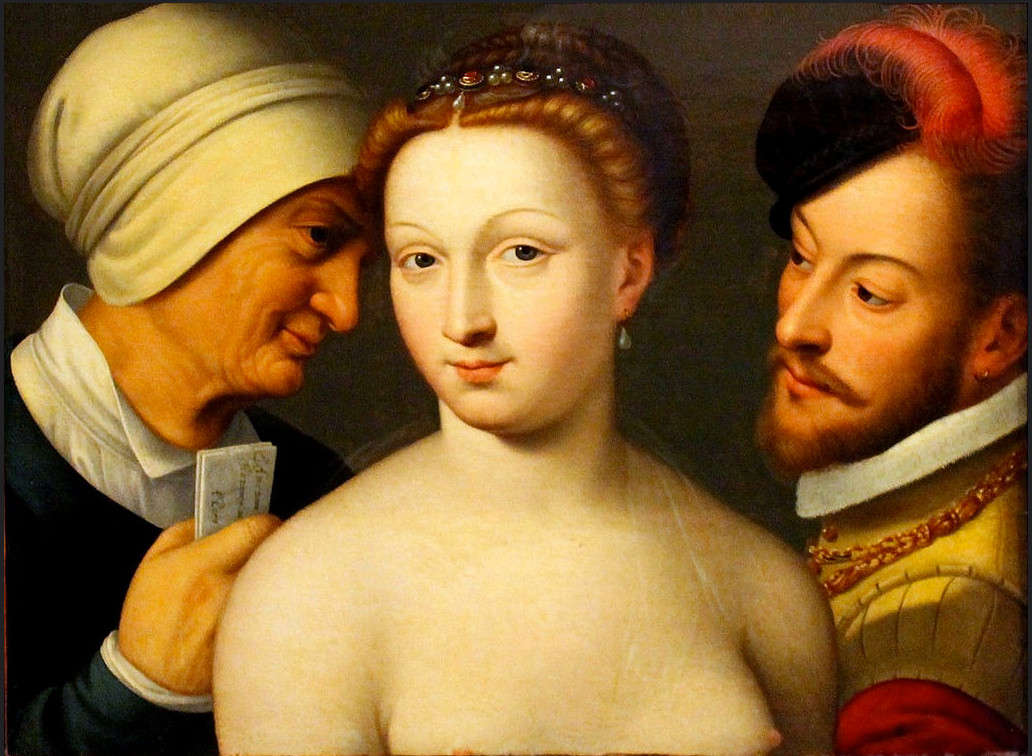
Le Billet Doux, Museo Thyssen-Bornemisza, anii 1570

Carol al IX-lea al Franței

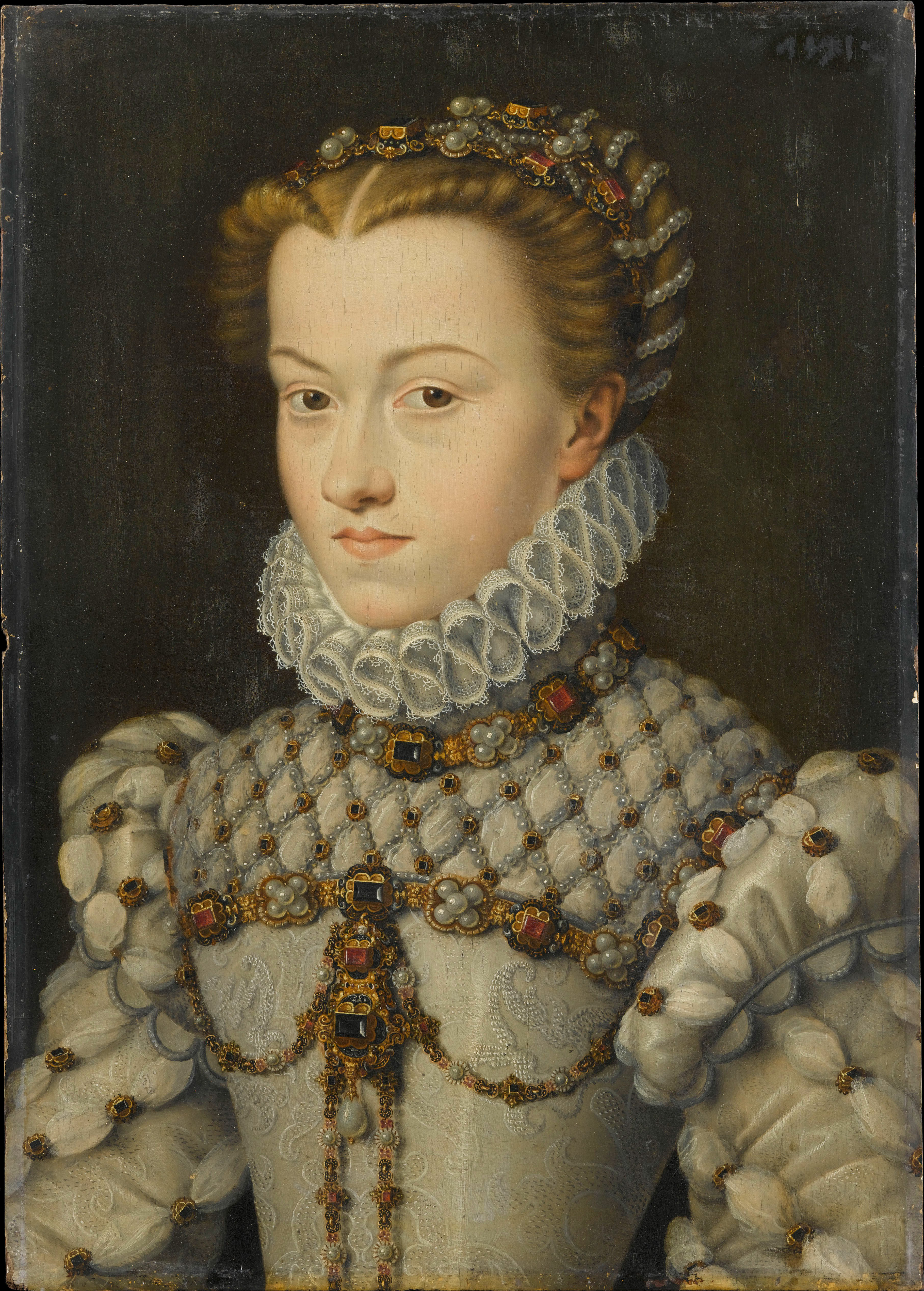
Elisabeta a Austriei, c. 1571